# George Simion

Simion, Bart De Wever, Giorgia Meloni en Petr Fiala in Brussel op 20 maart 2025

George-Nicolae Simion (Focşani, 21 september 1986) is een nationalistisch Roemeens politicus en activist.

## Levensloop
Simion volgde zijn middelbare schoolopleiding aan het Nationaal College Gheorghe Lazăr in Boekarest. Daarna studeerde hij bedrijfskunde aan de Universiteit van Boekarest en vervolgens studeerde hij in 2010 af aan de Alexandru Ioan Cuza-universiteit in Iași met een masterdiploma geschiedenis.
In 2011 richtte Simion Acțiunea 2012 op, een vereniging die campagne voert voor de eenwording van Roemenië en Moldavië. 
Hij nam als onafhankelijk kandidaat deel aan de verkiezingen voor het Europees Parlement van 2019 in Roemenië, maar hij bemachtigde geen zetel. Sinds 2019 is hij voorzitter van de Alliantie voor de Unie van Roemenen, een nationalistische partij die 9% van de stemmen behaalde bij de parlementsverkiezingen van 2020 in Roemenië en 18% bij die van 2024. Simion is sinds 2020 lid van de Roemeense Kamer van Afgevaardigden.
Simion nam deel aan de Roemeense presidentsverkiezingen van 2024 en eindigde in de eerste ronde op 24 november als vierde met 13,9 procent, achter de onafhankelijke kandidaat Călin Georgescu, de USR-kandidaat Elena Lasconi en de sociaaldemocratische premier Marcel Ciolacu. Georgescu behaalde een verrassende overwinning in de eerste ronde met 22,9 procent van de stemmen, en Simion steunde de kandidatuur van Georgescu voor de tweede ronde. Het Roemeense constitutionele hof verklaarde de verkiezingsuitslag echter ongeldig vanwege vermeende Russische inmenging. Simion bekritiseerde deze uitspraak.
Nadat Simion zich kandidaat had gesteld voor de Roemeense presidentsverkiezingen van 2025, waarvan Călin Georgescu uitgesloten was, won hij op 4 mei 2025 de eerste ronde met 40,96% van de stemmen. In de tweede ronde op 18 mei verloor Simion met 46,4% van de stemmen van de de pro-EU kandidaat Nicușor Dan.
Sinds januari 2025 is Simion vicevoorzitter van de Partij van Europese Conservatieven en Hervormers.
- Gemeinsame Normdatei: 1167111486
- Virtual International Authority File: 1749153775043861550008